# Creo Parametric
Creo Parametric, abans conegut, juntament amb Creo Elements/Pro, com a Pro/Engineer i Wildfire, és una aplicació de modelatge sòlid o CAD, CAM, CAE i modelatge associatiu 3D, que s'executa a Microsoft Windows.
Creo Parametric no s'ha de confondre amb Creo Elements/Direct Modeling, que era productes CAD CoCreate ME10 (2D) o ME30 (3D). Els productes CAD antics de CoCreate són ara propietat de PTC i s'ofereixen com a "Creo Elements/Direct Drafting" i Creo Elements/Direct Modling.
Creo Parametric és una aplicació d'un conjunt de 10 que proporcionen modelatge sòlid col·laboratiu, modelatge d'assemblatges, vistes ortogràfiques en 2D, anàlisi d'elements finits, modelatge paramètric, modelatge de superfícies subdivisionals i NURBS, dibuix i funcionalitat NC i eines per a dissenyadors mecànics.
Creo Elements/ Pro competeix directament amb CATIA, SolidWorks, NX / Solid Edge, Inventor / Fusion 360, IRONCAD i Onshape. Va ser creat per Parametric Technology Corporation (PTC) i va ser el primer d'aquest tipus al mercat.
El programari utilitza un esquema de noms de fitxers específic, que no permet certs caràcters (inclosos espais).

## Visió general
Creo Elements (anteriorment Pro/Engineer), la solució CAD/CAM/CAE 3D paramètrica integrada de PTC, és utilitzada pels fabricants per a l'enginyeria mecànica, el disseny i la fabricació.
Pro/Engineer va ser la primera restricció basada en regles de la indústria (de vegades anomenada "paramètrica" o "variacional") sistema de modelatge CAD 3D. L'enfocament de modelització paramètrica utilitza paràmetres, dimensions, característiques i relacions per capturar el comportament previst del model. Aquest enfocament de disseny pot ser basat en la família o basat en la plataforma, on l'estratègia és utilitzar restriccions i relacions d'enginyeria per optimitzar ràpidament el disseny, o on la geometria resultant pot ser complexa o basada en equacions. Creo Elements ofereix un conjunt complet de capacitats de disseny, anàlisi i fabricació en una plataforma integral i escalable. Aquestes capacitats necessàries inclouen el modelatge de sòlids, la superfície, la representació, la interoperabilitat de dades, el disseny de sistemes encaminats, la simulació, l'anàlisi de tolerància i el disseny d'eines i NC.
Creo Elements es pot utilitzar per crear un model digital 3D complet de productes manufacturats. Els models consisteixen en dades de models sòlids 2D i 3D que també es poden utilitzar aigües avall en anàlisi d'elements finits, prototipatge ràpid, disseny d'eines i fabricació CNC. Totes les dades són associatives i intercanviables entre els mòduls CAD, CAE i CAM sense conversió. Un producte i tota la seva llista de materials (BOM) es poden modelar amb precisió amb dibuixos d'enginyeria totalment associatius i informació de control de revisions. La funcionalitat d'associativitat de Creo Elements permet als usuaris fer canvis en el disseny en qualsevol moment durant el procés de desenvolupament del producte i actualitzar automàticament els productes finals. Aquesta capacitat permet l'enginyeria simultània (enginyers de disseny, anàlisi i fabricació treballant en paral·lel) i racionalitza els processos de desenvolupament de productes.

## Resum de capacitats
Creo Elements és una aplicació de programari de la categoria CAID/CAD/CAM/CAE.
Creo Elements és una arquitectura de modelatge paramètrica basada en funcions incorporada en una sola filosofia de base de dades amb capacitats de disseny basades en regles. Proporciona un control en profunditat de la geometria complexa. Les capacitats del producte es poden dividir en els tres encapçalaments principals de Disseny d'enginyeria, anàlisi i fabricació. A continuació, aquestes dades es documenten en un dibuix estàndard de producció 2D o en l'estàndard de dibuix 3D ASME Y14.41-2003.

### Disseny de producte
Creo Elements ofereix una gamma d'eines per permetre la generació d'una representació digital completa del producte que s'està dissenyant. A més de les eines de geometria general, també hi ha la capacitat de generar geometria d'altres disciplines de disseny integrat, com ara el treball de canonades industrials i estàndards i definicions completes de cablejat. També hi ha eines disponibles per donar suport al desenvolupament col·laboratiu.
A continuació, es poden utilitzar diverses eines de disseny conceptual que proporcionen conceptes de disseny industrial inicials en el procés posterior d'enginyeria del producte. Aquests inclouen des d'esbossos conceptuals de disseny industrial, enginyeria inversa amb dades de núvols de punts i superfície de forma lliure completa.

### Anàlisi
Creo Elements disposa de nombroses eines d'anàlisi i inclou l'anàlisi d'elements finits tèrmica, estàtica, dinàmica i de fatiga juntament amb altres eines dissenyades per ajudar amb el desenvolupament del producte. Aquestes eines inclouen factors humans, tolerància de fabricació, flux de motlles i optimització del disseny. L'optimització del disseny es pot utilitzar a nivell de geometria per obtenir les dimensions de disseny òptimes i conjuntament amb l'anàlisi d'elements finits.

### Modelatge de superfícies
Creo també té una bona capacitat de modelatge de superfícies. Utilitzant ordres com Boundary Blend i Sweep podem crear models de superfície. Opcions avançades com Style (Interactive Surface Design Extension - ISDX) i Freestyle ofereixen més capacitats al dissenyador per crear models complicats amb facilitat.